# Полтев, Василий Иванович
Василий Иванович Полтев (1900, Орловская область — 1984) — советский учёный, специалист в области микробиологии и патологии пчёл и других насекомых. Доктор ветеринарных наук, профессор, заслуженный деятель науки РСФСР. В 1966—1980 годах заведующий основанной им кафедрой биологии и патологии пчел и рыб в Московской ветеринарной академии им. К. И. Скрябина.
Лауреат премии Правительства Российской Федерации в области науки и техники (1997, посмертно).

## Биография
Родился в деревне Старая Мельница Болховского района Орловской области в крестьянской семье.
В 1926 г. поступил в Ленинградский ветеринарный институт, который окончил. Ещё студентом руководил лабораторией по болезням пчел при Ленинградской пчеловодной станции. По окончании учёбы принял участие в организации и затем и работе Центральной лаборатории по изучению болезней пчел, возглавляемой профессором М. Г. Тартаковским. После её расформирования стал ассистентом кафедры микробиологии в альма-матер, где в 1935 г. защитил кандидатскую диссертацию. В 1938 г. возглавил кафедру микробиологии в Ленинградском институте усовершенствования ветеринарных врачей. Спустя год защитил диссертацию на соискание ученой степени доктора ветеринарных наук и получил звание профессора.
С 1959 г. руководил организованной им же лабораторией микробиологии в Биологическом институте СО АН СССР (г. Новосибирск), а в 1966 г. создал и возглавил кафедру биологии и патологии пчел и рыб в Московской ветеринарной академии им. К. И. Скрябина, которой руководил до 1980 года.
Являлся заместителем председателя Национального комитета по пчеловодству. Входил в редколлегию журнала «Пчеловодство».
Под его руководством выполнено более 40 кандидатских и пять докторских диссертаций.
Автор около 300 статей, публиковавшихся также за рубежом.